# Episodi di Aiutami Hope! (quarta stagione)
La quarta e ultima stagione della serie televisiva Aiutami Hope! è stata trasmessa negli Stati Uniti dal 15 novembre 2013 al 4 aprile 2014 sul canale Fox.
In Italia la stagione è stata trasmessa in prima visione sul canale satellitare Fox dal 3 aprile al 31 luglio 2014. 
| nº | Titolo originale               | Titolo italiano              | Prima TV USA     | Prima TV Italia |
| -- | ------------------------------ | ---------------------------- | ---------------- | --------------- |
| 1  | Déjà Vu Man                    | L'uomo misterioso            | 15 novembre 2013 | 3 aprile 2014   |
| 2  | Burt Bucks                     | Baratto che passione!        | 15 novembre 2013 | 10 aprile 2014  |
| 3  | Ship Happens                   | Album fotografico            | 22 novembre 2013 | 17 aprile 2014  |
| 4  | Hi-Def                         | Benefit contrattuali         | 22 novembre 2013 | 24 aprile 2014  |
| 5  | Extreme Howdy's Makeover       | I sogni di Jimmy             | 29 novembre 2013 | 1º maggio 2014  |
| 6  | Adoption                       | La rinascita di Hope         | 29 novembre 2013 | 8 maggio 2014   |
| 7  | Murder, She Hoped              | Vicini impiccioni            | 6 dicembre 2013  | 15 maggio 2014  |
| 8  | Dysfunction Function           | Terapia d'urto               | 6 dicembre 2013  | 22 maggio 2014  |
| 9  | The Chance Who Stole Christmas | Spirito natalizio            | 13 dicembre 2013 | 29 maggio 2014  |
| 10 | Bee Story                      | Il talento di Virginia       | 13 dicembre 2013 | 5 giugno 2014   |
| 11 | Hey There Delilah              | Il ritorno di Delilah        | 10 gennaio 2014  | 12 giugno 2014  |
| 12 | Hot Dish                       | Piatti bollenti              | 17 gennaio 2014  | 19 giugno 2014  |
| 13 | Thrilla in Natesvilla          | Il tappeto della discordia   | 24 gennaio 2014  | 26 giugno 2014  |
| 14 | Road to Natesville             | Le olimpiadi dei supermarket | 31 gennaio 2014  | 3 luglio 2014   |
| 15 | Anniversary Ball               | L'anniversario               | 7 febbraio 2014  | 3 luglio 2014   |
| 16 | The One Where They Get High    | Non è mai troppo tardi       | 28 febbraio 2014 | 10 luglio 2014  |
| 17 | Baby Phat                      | Un fratellino per Hope       | 7 marzo 2014     | 10 luglio 2014  |
| 18 | Dinner with Tropes             | Cena con il boss             | 14 marzo 2014    | 17 luglio 2014  |
| 19 | Para-Natesville Activity       | Spirito di coppia            | 21 marzo 2014    | 24 luglio 2014  |
| 20 | Man's Best Friend              | Il migliore amico dell'uomo  | 28 marzo 2014    | 24 luglio 2014  |
| 21 | How I Met Your Mullet          | Giardinaggio... che passione | 4 aprile 2014    | 31 luglio 2014  |
| 22 | The Father Daughter Dance      | Un matrimonio da favola      | 4 aprile 2014    | 31 luglio 2014  |